# 吳一衛
吳一衛（1907年12月20日—？），中華民國（台灣）政治人物，臺中市人，曾任臺灣省議員。為臺中市早期與中國國民黨對峙之重要黨外人士之一，並於1963年當選臺中市選區省議員。